# Len Pascoe
Leonard Stephen Pascoe (né le 13 février 1950), communément appelé Len Pascoe, est un ancien joueur de cricket australien. Il joua son premier test et son premier One-day International pour l'équipe d'Australie en 1977. Il jouait en particulier en tant que fast bowler.
Né de parents immigrants yougoslaves, il est né sous le nom de Durtanovich.
Il a fait partie des joueurs qui ont rejoint la World Series Cricket, ce qui l'a empêché d'avoir une carrière internationale plus riche.

## Équipes
- Nouvelle-Galles du Sud

## Sélections
- 14 sélections en test cricket de 1977 à 1982
- 29 sélections en ODI de 1977 à 1982